# Cluzobra boliviana
Cluzobra boliviana är en tvåvingeart som beskrevs av Loïc Matile 1996. Cluzobra boliviana ingår i släktet Cluzobra och familjen svampmyggor.
Artens utbredningsområde är Bolivia. Inga underarter finns listade i Catalogue of Life.